# Invasion de Bahran
L’Invasion de Bahran survint dans l’année 3 A.H du calendrier islamique du quatrième ou cinquième mois. Mahomet envoya 300 troupes à Bahran, dans les alentours de Al-Furu, pour lancer un raid sur les Banu Sulaym.
Durant l’invasion, ils ne rencontrèrent aucun ennemi, et aucun combat ne se déroula. Mahomet occupa l’endroit pendant 3 mois. L’expédition est vue comme une "Invasion de Patrouille", selon l’érudit Musulman "Saifur Rahman al-Mubarakpuri".
Cet événement est mentionné dans la biographie de Mahomet rédigée par Ibn Hisham, et dans d’autres livres historiques. Modern secondary sources which mention this, include the award winning book, Ar-Raheeq Al-Makhtum (The Sealed Nectar)
Après ce raid, Mahomet accepta aussi une ransom pour certains des prisonniers qu’il captura à Badr.